# Paul McGrath (Fußballspieler)
Paul McGrath (* 4. Dezember 1959 in Ealing, London) ist ein ehemaliger irischer Fußballspieler. Der Sohn eines Nigerianers und einer Irin war als Abwehrspieler über mehr als ein Jahrzehnt Bestandteil der Nationalmannschaft seines Heimatlandes.

## Kindheit
Paul McGrath durchlebte von Geburt an eine schwere Kindheit. Die schwangere Betty McGrath entschied sich dazu, ihr Kind aus einer Liaison mit einem Nigerianer, der sie kurz nach Bekanntwerden der Schwangerschaft verlassen hatte, heimlich in London zu gebären. Aus Angst sowohl vor der Reaktion ihres Vaters als auch vor Repressalien innerhalb der katholisch geprägten Umgebung ihrer Heimatstadt Dublin vor ihrem außerehelichen Sohn gemischtrassiger Herkunft gab die traumatisierte Mutter den jungen Paul bereits vier Wochen nach der Geburt zur Adoption frei. Als „Paul Nwobilo“ wuchs der schüchterne Junge in mehreren Waisenhäusern auf und inmitten einer Umgebung als einziges dunkelhäutiges Kind entwickelte er Minderwertigkeitskomplexe, die sich noch Jahrzehnte später im Erwachsenenalter in Alkoholexzessen und Selbstmordversuchen niederschlagen sollten. Im Fußball hingegen lebte der zu einem Modellathleten heranwachsende Paul eine andere Seite aus, durch die er frühe Anerkennung genoss.

## Sportlicher Werdegang

### Vereinskarriere
Als Schüler spielte McGrath zunächst bei den Pearse Rovers, bevor er dann in der Jugendmannschaft von Dalkey United zum Einsatz kam. Bei dem zuletzt genannten Verein weckte er bereits das Interesse von Billy Behan, der zu dieser Zeit als Talentsucher für Manchester United unterwegs war. Profifußballer wurde er dann jedoch im heimischen Irland bei St Patrick’s Athletic, wobei er erst 1981 zum Vollzeitfußballer wurde und zuvor als Feinblechner und Wachmann gearbeitet hatte. Seinen Einstand gab McGrath im August 1981 in einem Ligapokalspiel gegen die Shamrock Rovers im Richmond Park und aufgrund seiner beständig guten Leistungen erhielt die „schwarze Perle von Inchicore“ bereits in seiner ersten - und schließlich in Irland einzigen - Saison die Auszeichnung zu Irlands Spieler des Jahres („PFAI Players' Player of the Year“).
Im April des Jahres 1982 wechselte McGrath für 30.000 Pfund zu Manchester United, das zu diesem Zeitpunkt von Ron Atkinson trainiert wurde. Der Innenverteidiger debütierte am 13. November 1982 im Old Trafford bei einem 1:0-Sieg gegen Tottenham Hotspur und wurde schnell zu einem der Lieblingsspieler der United-Anhänger. Im Jahre 1985 gewann er mit einem 1:0-Finalsieg gegen den FC Everton mit dem FA Cup seine erste Trophäe und hatte sich bis dahin zu einem der besten Abwehrspieler im englischen Fußball entwickelt. In der Folgezeit sollten jedoch Verletzungsprobleme am Knie, vor allem aber seine zunehmenden Alkoholeskapaden dafür sorgen, dass sich McGrath unter dem neuen Trainer Alex Ferguson den erwünschten Stammplatz nicht sichern konnte. Ferguson, der im Gegensatz zu Atkinson, der Alkoholprobleme seiner Akteure nur im Falle ausbleibender Leistungen am Spieltag selbst verurteilte, darauf Wert legte, dass „ein Fußballklub kein Trinkverein“ sei, geriet mehrfach mit McGrath aneinander. Im Jahre 1989 war McGrath schließlich an einem Tiefpunkt angelangt; er versuchte seinen zunehmenden Problemen mit einem Selbstmordversuch zu entfliehen und die United-Vereinsführung bot McGrath schließlich eine „Rentenzahlung“ in Höhe von 100.000 Pfund und ein persönliches Benefizspiel („testimonial match“) an, was der Ire wiederum ablehnte. Stattdessen signalisierte Ferguson potentiell interessierten Klubs, dass McGrath für einen Transfer bereit stehe.
Trotz einer Offerte seines ehemaligen Förderers Ron Atkinson - nun bei Sheffield Wednesday beschäftigt - unterschrieb McGrath 1989 einen Vertrag bei Aston Villa. Dort fand der Ire fußballerisch zu alter Stärke zurück, obwohl ihn weiterhin Knieprobleme plagten und er abseits des Spielfelds immer neue Tiefpunkte durchlebte. Exemplarisch dafür stand seine Leistung als Antreiber im Mittelfeld, durch die seine neue Mannschaft den gegnerischen FC Everton mit einer zwischenzeitlichen 6:0-Führung nahezu überrannte - während er selbst seine sich selbst zugefügten Wunden mit langen Schweißbändern zu verstecken versuchte. Der von Graham Taylor trainierte Klub aus Birmingham spielte in der Saison 1989/90 um den Gewinn der englischen Meisterschaft mit und belegte am Ende hinter dem FC Liverpool den zweiten Platz. Es folgte nach der Ernennung Taylors zum neuen englischen Nationaltrainer mit einem enttäuschenden viertletzten Platz in der anschließenden Spielzeit ein sportlicher Absturz unter dem neuen sportlichen Leiter Jozef Vengloš, der dann wiederum von Ron Atkinson abgelöst wurde. Die erste Spielzeit der neuen Premier League war maßgeblich von den Leistungen McGraths geprägt, der die zentrale Schaltstelle in der Abwehr von Aston Villa war und zum Abschluss der Saison 1992/93 neben dem Gewinn der erneuten Vizemeisterschaft - nun hinter seinem alten Klub aus Manchester - von seinen Spielerkollegen in der Liga zu Englands Fußballer des Jahres gewählt wurde. Seine erste Trophäe gewann er mit Villa schließlich 1994, als er ausgerechnet Manchester United im Endspiel des Ligapokals mit 3:1 besiegen konnte (einer der ersten Gratulanten war dabei übrigens Alex Ferguson, der McGrath mit den Worten „Well done, big man.“ beglückwünschte). Zwei Jahre später verabschiedete er sich aus Birmingham mit einem weiteren Ligapokalsieg - Leeds United war dabei im Finale deutlich mit 0:3 unterlegen. Von den Villa-Anhängern wird McGrath (Spitzname: „God“) bis zum heutigen Tage als eine der besten Spieler des Vereins angesehen, was sich stetig dadurch ausdrückt, dass Trikots mit seinem Namen immer noch hohe Verkaufszahlen erreichen.
Kurzzeitig stand McGrath dann noch bei Derby County und Sheffield United unter Vertrag, bevor er dann seine turbulente Karriere und insgesamt acht Knieoperationen im Jahre 1998 beendete.

### Irische Nationalmannschaft
In der Nationalelf Irlands, die unter Jack Charlton in den 1980er-Jahren einen sportlichen Aufschwung erlebte, war McGrath ein zentraler Spieler und kam dort vor allem im Mittelfeld zum Einsatz. Er absolvierte mit der Europameisterschaft 1988 und den anschließenden zwei Weltmeisterschaften in den Jahren 1990 und 1994 drei große Turniere und war 1992 nach dem Rücktritt von Mick McCarthy kurzzeitig in vier Partien Mannschaftskapitän Irlands. Besondere Anerkennung erhielt dabei seine Leistung im WM-Spiel des Jahres 1994 gegen Italien, als McGrath den gegnerischen Spielmacher Roberto Baggio ausschaltete und mit seinem Kampfgeist einen hohen Anteil an dem 1:0-Überraschungssieg gegen den Turniermitfavoriten hatte.
Die Nationalmannschaftskarriere McGraths dauerte zwischen seinem Debüt am 6. Februar 1985 gegen Italien und seinem letzten Einsatz am 11. Februar 1997 gegen Wales über zwölf Jahre an und umfasste 83 Länderspiele sowie acht Tore.

## Nach dem Fußball
Im Jahre 2006 erschien die Autobiografie „Back from the Brink“, die McGrath gemeinsam mit dem Journalisten Vincent Hogan geschrieben hatte. Das Werk wurde zum besten irischen Sportbuch des Jahres („William Hill Irish Sports Book of the Year“) gewählt.

## Erfolge
- FA-Cup-Sieger: 1985
- Englischer Ligapokalsieger: 1994, 1996
- Englands Fußballer des Jahres: 1993